# چوره ناب
چوره ناب، روستایی از توابع بخش مرکزی شهرستان زنجان در استان زنجان ایران است.

## جمعیت
این روستا در دهستان بناب قرار دارد و براساس سرشماری مرکز آمار ایران در سال ۱۳۸۵، جمعیت آن ۱۸۷ نفر (۳۹خانوار) بوده‌است.
امار در سال ۱۳۹۵ به ۷۱۹ نفر (۸۷ خانوار) افزایش یافت